# Зингейское сельское поселение
Зинге́йское се́льское поселе́ние — муниципальное образование в Кизильском районе Челябинской области Российской Федерации. В рамках административно-территориального устройства муниципальное образование  соответствует административно-территориальной единице Зингейский сельсовет.
Административный центр — посёлок Зингейский.

## История
Статус и границы сельского поселения установлены Законом Челябинской области от 17 сентября 2004 года № 276-ЗО «О статусе и границах Кизильского муниципального района и сельских поселений в его составе».

## Население
| 2002  | 2010  | 2011  | 2012  | 2013  | 2014  | 2015  |
| ----- | ----- | ----- | ----- | ----- | ----- | ----- |
| 2005  | ↘1702 | ↘1700 | ↘1690 | ↘1669 | ↘1591 | ↘1499 |
| 2016  | 2017  | 2018  | 2019  | 2020  | 2021  |       |
| ↘1475 | ↘1444 | ↘1396 | ↘1363 | ↘1296 | ↘1234 |       |

## Состав сельского поселения
| № | Населённый пункт | Тип населённого пункта          | Население |
| - | ---------------- | ------------------------------- | --------- |
| 1 | Браиловский      | посёлок                         | ↘422      |
| 2 | Зингейский       | посёлок, административный центр | ↘1222     |
| 3 | Степной          | посёлок                         | ↘58       |